# Xanthoparmelia microphyllizans
Xanthoparmelia microphyllizans är en lavart som beskrevs av Elix. Xanthoparmelia microphyllizans ingår i släktet Xanthoparmelia och familjen Parmeliaceae.   Inga underarter finns listade i Catalogue of Life.